# NOB B 2/4
Die Schweizerische Nordostbahn (NOB), beschaffte 1856 16 Schlepptender-Dampflokomotiven des Typs B 2/4. Sie wurden für den Personenzugsdienst angeschafft. 14 Lokomotiven wurden zwischen 1854 und 1862 von der Lokomotivfabrik Maffei in München bezogen, zwei Lokomotiven wurden von Escher & Wyss in Zürich nachgebaut. Der Kaufpreis betrug zwischen 59 148.- und 60 844.- Schweizer Franken.

## Technisches
Es handelte sich hierbei um eine nach den Grundsätzen von Norris aufgebaute Lokomotive des Typs American. Gleichzeitig mit dieser Schnellzugslokomotive beschaffte die NOB auch Güterzug- (D 2/4) und Schnellzuglokomotiven (A 2/4) ähnlicher Ausführung vom selben Hersteller, die sich vor allem im Raddurchmesser unterscheiden.
Die Lokomotiven besassen einen Aussenrahmen mit aussenliegendem Antrieb. Der Rahmen war als Doppelblechrahmen ausgeführt und war an den Achshalterngabeln mit Platten verstärkt. Als Querversteifungen wurden der Stossbalken sowie die Zylinder und Zugkastenverstrebungen herangezogen. Dazu besass er noch ein Querblech, welches zugleich als Kesselträger benutzt wurde. Die beiden Winkeleisenverbindungen für das Drehgestell versteiften den Rahmen zusätzlich. Die Feuerbüchse befand sich zwischen der Kuppelachse. Die Triebachsen waren beidseitig mit je zwei über dem Rahmen stehenden Blattfedern gefedert. Die mittleren Federenden waren in der Mitte über einen Ausgleichshebel verbunden.
Das Drehgestell hatte einen doppelwandigen Innenrahmen, der mit einem schmiedeeisernen Kreuz versteift war. Der Drehzapfen war um 75 mm von der Drehgestellmitte nach vorne verschoben. Die Achsen wurden auf jeder Seite von einer umgekehrten Blattfeder abgefedert, die mit ihren Enden auf den Achslagern auflagen.

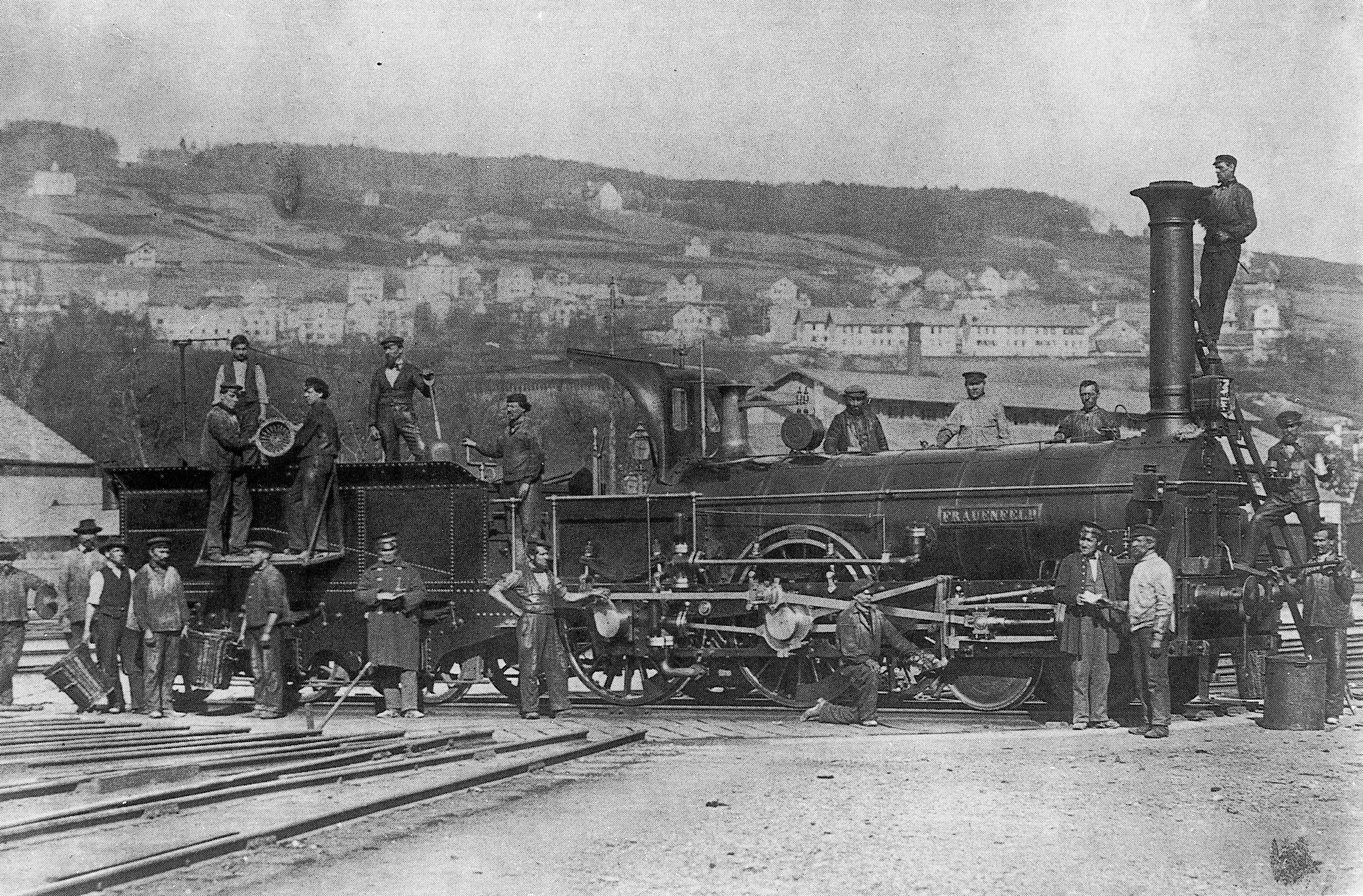
Maschine Nr. 9 „Frauenfeld“ auf der Drehscheibe im Bahnhof Zürich

Die Treibstange greift auf die erste Kuppelachse, und die Kuppelstangen sind aussenliegend. Auf dem Hals der Triebachsenkurbel ist der grosse Exzenter der Stephenson-Steuerung befestigt und liegt somit innerhalb der Treibstange. Die Nachspeisung des Kessels mit Wasser erfolgte über eine Fahrpumpe, die durch den Rückwärtsexzenter der Steuerung angetrieben wurde. Die Zylinder waren waagrecht aussen am Rahmen befestigt und befanden sich vor der ersten Laufachse. Die Kolbenstangen wurden nicht nach vorne durchgeführt.
Der dreiachsige Tender besass einen doppelten Aussenrahmen. Die Tragfedern befanden sich zwischen den Rahmenplatten und hatten keinen Ausgleich. Die Bremseinrichtung bestand nur aus einer Hand-Spindelbremse, die auf die Tenderachsen wirkten. Es gab keine Dampf- oder Gegendruckbremse und auch keine Klotzbremse an der Lokomotive.
12 Lokomotiven erhielten einen zweiten Kessel, dieser war Maey-Kessel. Die Abmessung des Kessels blieb ähnlich, der Druck konnte aber auf 10 Atm. gesteigert werden. Durch die Druckerhöhung wurde der Zylinderdurchmesser auf 350 mm verkleinert, da ansonsten die Maschinen zum vermehrten Schleudern geneigt hätten. Dazu wurde der Treibraddurchmesser auf 1555 mm verkleinert. Der Aufbau des Tenders wurde dabei auch erneuert, er fasste nun 6,5 m³ Wasser und 3 Tonnen Kohle. Insgesamt wurden 8 Lokomotiven zusätzlich umgebaut und erhielten ein Wetterschutzdach.
Die beiden Lokomotiven 98 und 99 erhielten nachträglich eine Dampfheizung für Personenzüge eingebaut.
Zwischen 1857 und 1861 waren 5 Lokomotiven für Torffeuerung eingerichtet. Dafür war auf dem Tender ein Aufbau zur Erhöhung des Brennstoffvorrates angebracht.
| Serie ab 1864 | NOB bis 1879 | NOB 1879–1895 | NOB 1895–1902 | Name       | Fabrik Nummer | Baujahr | Hersteller   | 2. Kessel | Umbau | Ausrangiert |
| ------------- | ------------ | ------------- | ------------- | ---------- | ------------- | ------- | ------------ | --------- | ----- | ----------- |
| B I 1         | 5            | 51            | -             | Toess      | 173           | 1854    | Maffei       | 1874      | 1874  | 1889        |
| B I 1         | 6            | 52            | -             | Thur       | 174           | 1854    | Maffei       | -         | -     | 1886        |
| B I 1         | 7            | 53            | -             | Zürich     | 175           | 1854    | Maffei       | -         | -     | 1886        |
| B I 1         | 8            | 54            | -             | Winterthur | 176           | 1854    | Maffei       | 1972      | -     | 1886        |
| B I 1         | 9            | 55            | -             | Frauenfeld | 177           | 1854    | Maffei       | -         | -     | 1887        |
| B I 1         | 10           | 56            | -             | Romanshorn | 178           | 1854    | Maffei       | 1873      | 1873  | 1893        |
| B II 1        | 13           | 57            | -             | Baden      | 243           | 1856    | Maffei       | 1876      | 1876  | 1890        |
| B II 1        | 14           | 58            | -             | Aarau      | 244           | 1856    | Maffei       | 1871      | -     | 1887        |
| B III 1       | 19           | 59            | -             | Helvetia   | 1             | 1856    | Escher, Wyss | 1875      | 1875  | 1889        |
| B III 1       | 20           | 60            | -             | Uto        | 2             | 1856    | Escher, Wyss | 1874      | 1874  | 1893        |
| B V 1         | 23           | 61            | -             | Wildegg    | 280           | 1857    | Maffei       | 1874      | 1874  | 1893        |
| B V 1         | 24           | 62            | -             | Vindonissa | 281           | 1857    | Maffei       | 1871      | -     | 1889        |
| B V 1         | 27           | 63            | -             | Fahr       | 282           | 1857    | Maffei       | 1876      | 1876  | 1888        |
| B V 1         | 28           | 64            | -             | Schinznach | 283           | 1857    | Maffei       | -         | -     | 1885        |
| B VI 1        | 32           | 65            | 98            | Lenzburg   | 420           | 1861    | Maffei       | 1881      | 1881  | 1903        |
| B VI 1        | 33           | 66            | 99            | Waltshut   | 421           | 1862    | Maffei       | 1887      | -     | 1902        |

1 Bis 1887 nur B

## Betriebliches
Die Lokomotiven waren mit ihren 350 PS eher leistungsschwach und wurden vor allem in leichten Diensten eingesetzt. Von den SBB wurde keine Lokomotive dieser Bauart übernommen, sondern die letzten beiden wurden kurz vor oder bei der Verstaatlichung 1902/03 ausrangiert.